# NGC 299
NGC 299 este un roi deschis situat în Micul Nor al lui Magellan, în constelația Tucanul. A fost descoperit în 5 septembrie 1826 de către James Dunlop. De asemenea, a fost observat încă o dată în 12 aprilie 1834 de către John Herschel.